# 叶祥添
叶祥添（英語：Laurence Michael Yep，1948年6月14日—），出生于美国旧金山，祖籍中国广东台山，美国华裔作家。

## 生平
1948年出生于旧金山华埠，高中毕业后入读于马凯特大学新闻系，后转至加州大学圣克鲁兹分校。1975年获纽约州立大学水牛城分校英国文学博士学位。此后从事写作，他曾创作过写实小说、科幻小说、民间故事等多种题材的作品，以其对儿童文学的贡献而知名。他还曾在加州大学伯克利分校、加州大学圣塔芭芭拉分校任教，教授亚美文学与写作。

## 著作
他的代表作为《金山记事》（Golden Mountain Chronicles）系列，讲述了一个家族跨中美两国的百年家族史。

## 荣誉
他获得过纽伯瑞儿童文学奖、波士顿环球报号角书奖（Boston Globe-Horn Book Award）、萝拉·英格斯·怀德奖等众多奖项。